# Арлекинова коралова змия
Арлекиновите коралови змии (Micrurus fulvius) са вид влечуги от семейство Аспидови (Elapidae).
Разпространени са в югоизточната част на Съединените американски щати и североизточно Мексико.
Таксонът е описан за пръв път от шведския ботаник и зоолог Карл Линей през 1766 година.